# C. J. Young
Carl Joshua „C. J.“ Young (* 1. Januar 1968 in Waban, Massachusetts) ist ein ehemaliger US-amerikanischer Eishockeyspieler, der im Verlauf seiner aktiven Karriere zwischen 1986 und 1993 unter anderem 43 Spiele für die Calgary Flames und Boston Bruins in der National Hockey League (NHL) auf der Position des rechten Flügelstürmers bestritten hat. Mit der Nationalmannschaft der Vereinigten Staaten nahm Young an den Olympischen Winterspielen 1992 im französischen Albertville teil.

## Karriere
Young verbrachte seine Zeit nach der High School an der renommierten Harvard University. Dort studierte er zwischen 1986 und 1990 insgesamt vier Jahre lang und spielte parallel dazu für die Universitätsmannschaft Harvard Crimson in der ECAC Hockey, einer Division im Spielbetrieb der National Collegiate Athletic Association (NCAA). Die vier Jahre an der Universität verliefen für den Stürmer dabei überaus erfolgreich. Bereits in seiner Rookiesaison gewann er mit der Mannschaft die Divisionmeisterschaft in Form des Whitelaw Cups. Zwei Jahre später sicherte er sich mit den Crimson gar die nationale Collegemeisterschaft der NCAA. Aufgrund seines maßgeblichen Anteils an diesem Erfolg mit 51 Scorerpunkten in 36 Spielen wurde Young sowohl ins Second All-Star Team der ECAC als auch ins Second All-American Team der NCAA East berufen. Zudem erfolgte seine Auswahl im NHL Supplemental Draft 1989 an der fünften Gesamtposition durch die New Jersey Devils aus der National Hockey League (NHL).
Nachdem Young nach dem großen Erfolg noch ein Jahr an der Universität verbracht hatte und abermals in zwei Auswahlteams berufen worden war, erhielt er im Oktober 1990 einen Profivertrag. Allerdings nicht von den New Jersey Devils, sondern von den Calgary Flames aus der NHL. Die Flames setzten den Flügelspieler in der Spielzeit 1990/91 allerdings in ihrem Farmteam, den Salt Lake Golden Eagles, in der International Hockey League (IHL) ein. Dort sicherte er sich am Saisonende die Ken McKenzie Trophy für den besten US-amerikanischen Liganeuling, nachdem er in 80 Partien 67 Scorerpunkte gesammelt hatte. Anschließend wurde Young im Sommer 1991 vom US-amerikanischen Eishockeyverband USA Hockey rekrutiert, um sich unter dessen Leitung gezielt auf die Olympischen Winterspiele 1992 im französischen Albertville vorzubereiten. Nach der Beendigung der Olympischen Spiele, an denen Young in der Folge teilnahm, kehrte er zu den Golden Eagles in die IHL zurück und beendete dort das Spieljahr 1991/92.
Zum Beginn der Saison 1992/93 schaffte der Angreifer schließlich den Sprung in den NHL-Kader der Calgary Flames. Bis Anfang Februar 1993 absolvierte er dabei 28 Begegnungen für die Flames, ehe er im Tausch für Brent Ashton an den Ligakonkurrenten Boston Bruins abgegeben wurde. Für Boston bestritt er weitere 15 Partien, ehe er im März zu deren Kooperationspartner Providence Bruins in die American Hockey League (AHL) geschickt wurde und dort die Saison beendete. Da sein Vertrag nach der Saison ausgelaufen war und er das Angebot für eine Vertragsverlängerung der Bruins abgelehnt hatte, handelte der Free Agent im Sommer 1993 ein neues Arbeitsverhältnis mit den Florida Panthers aus. Ein elementarer Bestandteil der Verhandlungen war dabei Youngs Teilnahme an den Olympischen Winterspielen 1994 im norwegischen Lillehammer. Nachdem er von den Panthers aber in Folge des Disputs über die Olympiateilnahme zu deren Farmteam Cincinnati Cyclones in die IHL geschickt wurde, verließ der Flügelstürmer das Franchise und beendete schließlich im Alter von 25 Jahren seine aktive Karriere vorzeitig.

### International
Für sein Heimatland nahm Young im Juniorenbereich an der Junioren-Weltmeisterschaft 1988 in der sowjetischen Landeshauptstadt Moskau teil. In sieben Spielen sammelte der Stürmer drei Scorerpunkte und belegte mit dem US-amerikanischen U20-Team den sechsten Platz. In der A-Nationalmannschaft debütierte Young im Jahr 1991, als er sich mit dem vorläufigen Olympiakader auf die Olympischen Winterspiele 1992 im französischen Albertville vorbereitete. Er schaffte es schließlich in den Turnierkader und kam in acht Spielen zum Einsatz. Dabei punktete er sechsmal und trug damit als viertbester Scorer der Mannschaft entscheidend zum Erreichen des vierten Platzes bei.

## Erfolge und Auszeichnungen
| - 1987 Whitelaw-Cup-Gewinn mit der Harvard University - 1989 ECAC Second All-Star Team - 1989 NCAA-Division-I-Championship mit der Harvard University - 1989 NCAA East Second All-American Team | - 1990 ECAC First All-Star Team - 1990 NCAA East Second All-American Team - 1991 Ken McKenzie Trophy |

## Karrierestatistik

### International
Vertrat die USA bei:
- Junioren-Weltmeisterschaft 1988
- Olympische Winterspiele 1992

(Legende zur Spielerstatistik: Sp oder GP = absolvierte Spiele; T oder G = erzielte Tore; V oder A = erzielte Assists; Pkt oder Pts = erzielte Scorerpunkte; SM oder PIM = erhaltene Strafminuten; +/− = Plus/Minus-Bilanz; PP = erzielte Überzahltore; SH = erzielte Unterzahltore; GW = erzielte Siegtore; 1 Play-downs/Relegation; Kursiv: Statistik nicht vollständig)